# Tierney River
Koordinaten: 68° 36′ S, 78° 22′ O
Der Tierney River ist ein saisonal wasserführender Fluss in den Vestfoldbergen an der Ingrid-Christensen-Küste des ostantarktischen Prinzessin-Elisabeth-Lands. Er verbindet den Krok Lake mit dem Lake Druzhby.
Das Antarctic Names Committee of Australia benannte ihn nach dem Mediziner Trevor Tierney von der Australian Antarctic Division, der ihn als erster beschrieb.